# Carquefou
Carquefou é uma comuna francesa na região administrativa do País do Loire, no departamento de Loire-Atlantique. Estende-se por uma área de 43.42 km². Em 2010 a comuna tinha 20 494 habitantes (densidade: 472 hab./km²).